# Улица Патона (Львов)
Улица Патона — улица в Зализничном районе города Львова (Украина), главная улица в местности Сигнивка. Соединяет улицы Выговского и Городокскую, вместе с Ряшевской улицей составляет центральную магистраль Сигнивки. Длина улицы — 1700 метров.

## Название и история
Улица появилась еще в 1920-х годах, первое название в 1925 году — Доїзд на летовище (рус.: Дорога на аэродром), что было связано с близостью аэродрома, далее название улицы неоднократно менялось, но в большинстве случаев указывало на близость лётного поля. Современное название улица получила в 1977 году в честь украинского советского ученого Евгения Патона.

## Архитектура
На участке от Ряшевской улицы до улицы Выговского преобладают 9-этажные здания, построенные в 1980—1990 гг. как микрорайон Сриблястый. Архитекторы, которые проектировали этот микрорайон, получили за свою работу Государственную Шевченковскую премию УССР.
По адресу Патона, 1 значатся два объекта — Львовский государственный завод ЛОРТА (бывшее ВО им. Ленина), в советские времена — одно из основных предприятий Львова — и стадион «Сокол» — единственный профессиональный стадион в Зализничном районе Львова. Сейчас стадион арендует ФК «Львов», также на период Евро-2012 стадион имел статус тренировочного. По адресу ул. Патона, 37 находится ТРЦ «Сриблястый», который входит в сеть ТЦ «Арсен». Общая площадь торгового центра — 13 000 м².